# Província d'Iténez
La província d'Iténez és una de les vuit províncies del Departament de Beni, a Bolívia. Està dividida en tres municipis: Magdalena (la capital), Baures i Huacaraje.
El Parc Nacional Noel Kempff Mercado està situat al municipi de San Ignacio de Velasco, a la província de José Miguel de Velasco i part del municipi de Baures de la província d'Iténez, al sud-est del Departament de Beni.